# Полевшина
Полевшина — посёлок в Ермолинском сельском поселении Истринского района Московской области. Население — 46 чел. (2010).

## История
Впервые упоминается в писцовой книге 1584—1586 годов как сельцо Малиники. В документах 1623 года названо Малинки, оно же Никольское.
С XVI до начала XVIII века вотчина бояр Полевых. В списке населённых мест 1862 года указано как Полевщина. Название происходит от фамилии владельцев. Затем по родству перешла к Павлу Федоровичу Балк-Полеву и его семье.
Позднее усадьбой владели:
- C 1760 года Сергей Васильевич Салтыков и до 1816 года его жена Матрёна Павловна Салтыкова (Балк-Полева);
- Князь А. А. Щербатов (1834);
- Д. П. Усов — губернский секретарь;
- Помещики А. И., К.Я. и И. К. Дараган;
- С конца XIX века и до 1917 года — Ф.Г. и Ю. Г. Карповы, племянники фабриканта С. Т. Морозова.

В усадьбе бывали А. П. Чехов и И. И. Левитан.
В 1920 году художественные предметы усадьбы были вывезены в Новоиерусалимский музей. Усадебные постройки не сохранились.
Сохранилась Церковь Казанской иконы Божией Матери, построенная в 1692—1694 годах в духе московской архитектуры XVII века (отдельные элементы — в стиле московского барокко). Закрыта в 1935 году. Возвращена верующим в 1998 году. Ремонтируется.

## Население
| 2002 | 2006 | 2010 |
| ---- | ---- | ---- |
| 36   | ↗43  | ↗46  |